# Уданшань

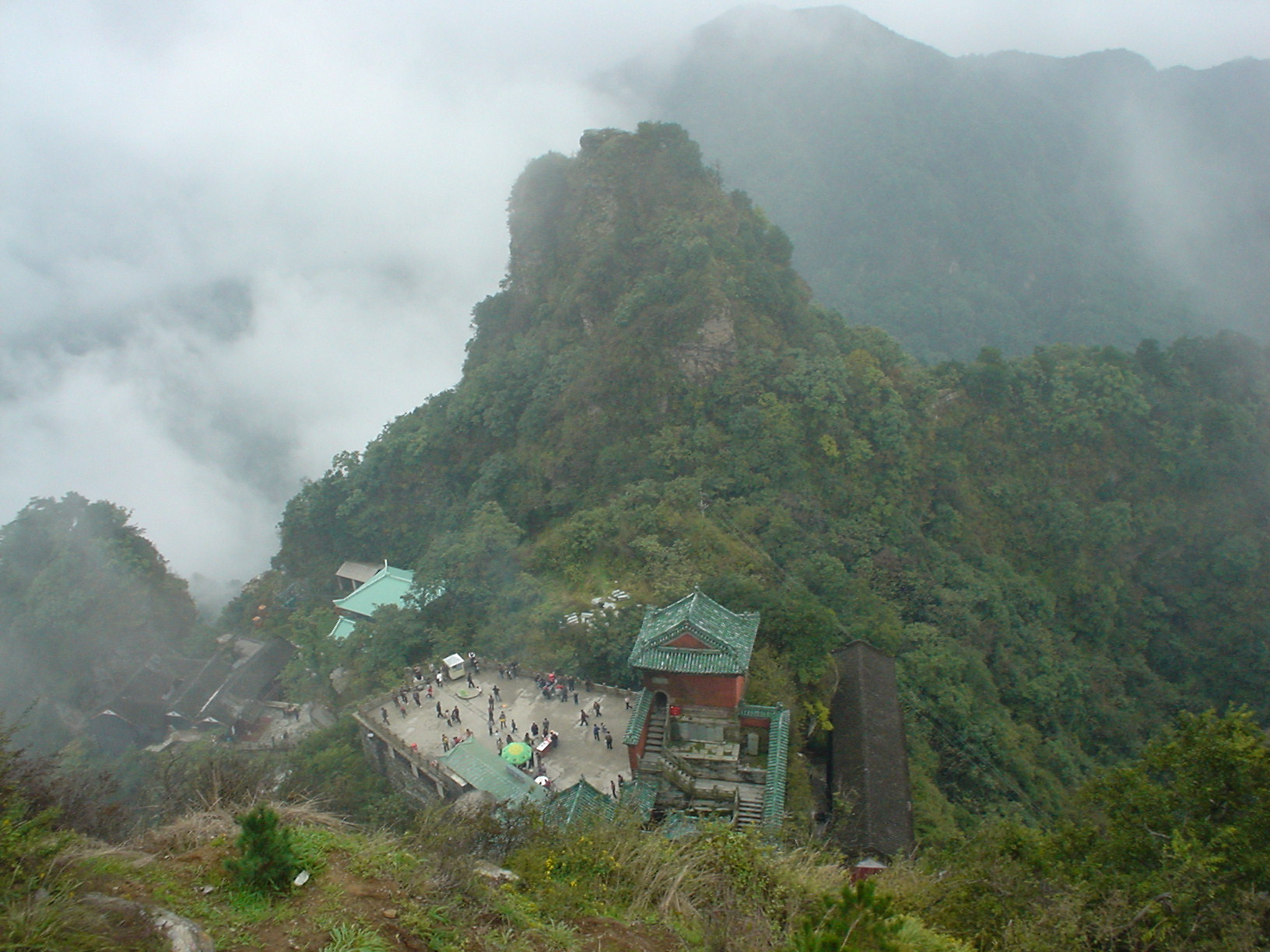
Храм на вершині Тяньчжу

Уданшань (кит.: 武当山), гора Удан — невеликий гірський хребет у провінції Хубей, розташований недалеко від промислового міста Шиянь та приблизно 120 км від міста  Сян'ян. 
Гори Уданшань знамениті своїми даоськими монастирями та храмами, тут був даоський університет, в якому досліджувалася медицина, фармакологія, системи живлення, медитація та бойові мистецтва. Ще під час Східної Династії Хань (25-220 років) гора привернула особливу увагу імператора. Під час династії Тан (618 — 907) було відкрито перший храм — Храм П'яти Драконів. 
Значне будівництво розпочалось на горі в XV століття, коли імператор Чжу Ді скликав 300 тисяч солдатів та обладнав гору, побудувавши численні храмові комплекси. В горах Уданшань тоді побудували 9 храмів, 9 монастирів, 36 скитів і 72 кумирні, безліч альтанок, містків та багатоярусних башт, що утворюють 33 архітектурних ансамблі. Будівництво в горах тривало 12 років від 1412. 
Імператор Чжу Ді, який насильно повалив з трону племінника, не володів правом успадкування, і задумував будівництво з метою вмилостивити духів та отримати підтримку народних мас, довівши свою обраність та підтримку вищих сил. Попри великий обсяг будівництва, імператор Чжу Ді так і не відвідав храмового комплексу. 
Комплекс споруд охоплював головну вершину та навколишні 72 малих піки, споруди простягаються на 80 км. 
Під час Культурної революції в Китаї (1966 — 1976) храми були зруйновані, але потім відновлені, гору активно відвідують туристи з Китаю та інших країн. 
1994 року весь комплекс храмів та монастирів на горі отримав статус Світової спадщини ЮНЕСКО. 
Архітектура комплексу поєднує в собі найкращі досягнення китайської традиційної архітектури за останні півтори тисячі років. 

## Найбільш знаменні споруди
- Комплекс на вершині Тяньчжу (колона, що підпирає Небо). Його було побудовано в той самий час, що і Заборонене місто в Пекіні, воно оточене товстою кам'яною стіною і має чотири входи. За стіною — кілька храмів і на вершині  — Золотий павільйон
- Храм Наньян
- Храм Пурпурової Хмари
- Храм Сина Неба

На горі діють кілька шкіл бойових мистецтв.

## Уданшань та масова культура
З монастирем пов'язана хвиля популярної культури — фільмів жанру ушу та літератури про бойові мистецтва: «Подорож на Захід», «Тигр, що крадеться, дракон, що причаївся», «Шаолінь і Утан»  За популярністю в масовій культурі Уданшань стоїть на другому місці після Шаолінь.

## Див. Також
- Тайшань
- Цигун
- Чжан Саньфен